# Cors trencats
Cors trencats (original: Break of Hearts) és una pel·lícula estatunidenca dirigida per Philip Moeller, estrenada el 1935 i doblada al català.

## Argument
Franz Roberti (Charles Boyer) és un famós director d'orquestra que ha tingut un cert nombre d'amigues. A casa del professor Thalma, aquest li presenta la seva alumna Constance Dane (Katharine Hepburn), que impressionarà després, amb la seva bellesa i el seu talent com a compositora al director. Després d'estar feliçment casat, començaran els problemes quan torna una atractiva amiga dels vells temps.

## Repartiment
- Katharine Hepburn: Constance Dane Roberti
- Charles Boyer: Franz Roberti
- John Beal: Johnny Lawrence
- Jean Hersholt: Professor Thalma
- Sam Hardy: Marx
- Inez Courtney: Miss Wilson
- Helene Millard: Sylvia DeWitt
- Ferdinand Gottschalk: Enrico Pazzini
- Susan Fleming: Elise
- Lee Kohlmar: Schubert
- Jean Howard: Didi Smith-Lennox
- Anne Grey: Lady Phyllis Cameron